# 라스팔마스도
라스팔마스도(스페인어: Provincia de Las Palmas)는 스페인의 도로, 카나리아 제도의 자치 지방의 동쪽 부분을 이룬다. 라스팔마스도는 대서양 군도의 절반 가량을 차지하며, 그란카나리아섬, 푸에르테벤투라섬, 란사로테섬을 비롯하여 이보다 작은 여섯 개의 섬(알레그란사섬, 그라시오사섬, 몬타냐클라라섬, 로보스섬, 로케델에스테섬, 로케델오에스테섬)을 포괄한다. 총 면적은 4,065.78 km2로 카나리아 제도 총 면적의 54.6%를 차지한다.(이 군도의 다른 반쪽을 차지하는 도는 산타크루스데테네리페도이다.)
주도는 그란카나리아섬에 있는 라스팔마스데그란카나리아로, 이곳 자치 지방의 수도이기도 하다. 도 인구는 2010년 기준 1,083,502명이다. 라스팔마스도에는 32개 지자체가 있다. 라스팔마스도의 란사로테섬에는 티만파야 국립 공원이 있다.